# Bernhard Zondek
Bernhard Zondek (29 luglio 1891 – 1966) è stato un medico ginecologo tedesco scopritore, insieme a Selmar Aschheim, degli ormoni ganadotropi e di un metodo per la diagnosi precoce della gravidanza.
Gli ormoni ganadotropi sono prodotti della preipofisi (lobo anteriore dell'ipofisi, ghiandola endocrina situata nel cervello) e, passando nel sangue, vanno a stimolare l'attività delle ghiandole sessuali del maschio o della femmina.
Aschheim e Zondek diedero, separatamente, una prima comunicazione sull'esistenza degli ormoni ganadotropi nel 1926, annunciando di essere riusciti a ottenere la pubertà precoce in topine mediante trapianti di preipofisi. Fu poi precisato che in tal caso essi provengono in gran parte non dall'ipofisi, ma dalla placenta. Sulla loro presenza sono basate le reazioni biologiche che permettono la diagnosi precoce della gravidanza.
Il primo metodo, reso noto nel 1928, è appunto quello di Aschheim-Zondek: consiste nell'iniettare in topine impuberi l'urina della donna in esame e, se nel loro apparato genitale si manifestano segni di maturazione, ciò significa che l'urina contiene ganadotropine corioniche e quindi la donna è incinta.
Zondek studia all'Università di Berlino dove consegue il dottorato 1919, quindi diviene aiuto con Karl Franz (1870-1926) conseguendo l'abilitazione in ostetricia e ginecologia nel 1923.
Nel 1940 si trasferisce a Gerusalemme dove è nominato professore di ostetricia e ginecologia all'università ebraica.